# Incidenti
Incidenti è un film a episodi del 2005 diretto da Miloje Popovic (episodio Niente di grave), Ramón Alòs Sanchez (episodio Il giorno in cui nulla successe) e  Toni Trupia (episodio Cari amici vicini e lontani).